# Isoctenus eupalaestrus
Isoctenus eupalaestrus är en spindelart som beskrevs av Cândido Firmino de Mello-Leitão 1936. 
Isoctenus eupalaestrus ingår i släktet Isoctenus och familjen Ctenidae. Inga underarter finns listade i Catalogue of Life.